# Eurytoma gahani
Eurytoma gahani is een vliesvleugelig insect uit de familie Eurytomidae. De wetenschappelijke naam is voor het eerst geldig gepubliceerd in 1939 door Noble.